# Apodiformes
Gli Apodiformi (Apodiformes Peters, 1940) sono un ordine della classe degli uccelli.
Il nome deriva dal greco ἅπους, ápous, cioè privo di piedi, a sottolineare la presenza, nelle specie di quest'ordine, di zampe molto corte e inadatte alla locomozione.
In Italia sono presenti il rondone comune (Apus apus), il rondone pallido (Apus pallidus) e il rondone maggiore (Tachymarptis melba). Tutte e tre le specie sono nidificanti e svernano in Africa.

## Descrizione
Sono uccelli di piccola o piccolissima mole, con omero molto breve, 10 remiganti primarie, remiganti secondarie molto brevi, 10 timoniere. Uova bianche, pulcini ciechi e inetti.

## Biologia
Hanno un volo agile e veloce grazie ad ali robuste a forma di falce. Si nutrono di insetti che catturano al volo.

## Tassonomia

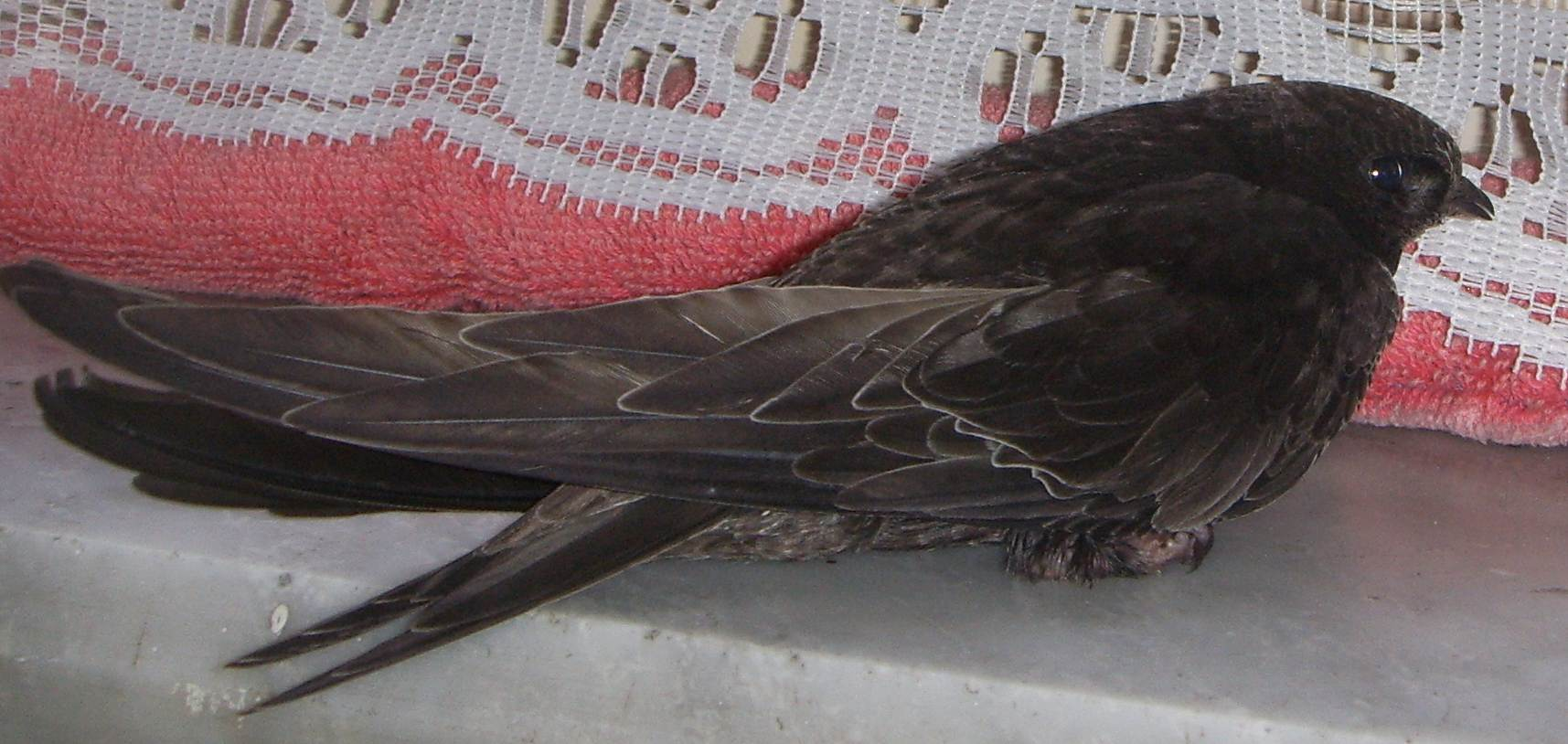
Rondone con in evidenza le zampe cortissime e inadatte a camminare

L'ordine Apodiformes comprende le seguenti famiglie:
- Apodidae - rondoni
- Aegothelidae - egoteli
- Hemiprocnidae – rondoni arboricoli
- Trochilidae – colibrì

Sono ascritte all'ordine anche le seguenti famiglie note allo stato fossile:
- Aegialornithidae †
- Jungornithidae †